# Doodstil
Doodstil is een gehucht met 102 inwoners (2010) – en de naam van de daar gelegen brug (til) over het Boterdiep – in de gemeente Het Hogeland in de provincie Groningen in Nederland. Doodstil ligt ongeveer 3 kilometer ten zuiden van Uithuizen en 20 kilometer ten noorden van de stad Groningen.
De naam komt waarschijnlijk van de mansnaam Doode of Doede. De naam Doede is nog steeds algemeen als voornaam in gebruik in Friesland en Groningen en leeft ook voort in de achternamen als Dooijes, Doma en Doema. De naam 'Doodstil' betekent dus: de brug van Doode.
Een overlevering wil dat de brug om een heel andere reden deze naam kreeg. In het verleden zou er namelijk op deze plek geen brug zijn geweest, maar een pontje. Zo moest op een dag een lijkkist worden overgezet. Midden op het Boterdiep maakte het bootje een onverwachte beweging, waardoor de kist in het water verdween. Om dat in het vervolg te voorkomen, werd toen "een brug voor de doden" aangelegd.

## De mooiste naam
De plaatsnaam spreekt verder tot de verbeelding vanwege de woordenboek-betekenis: volmaakt stil. In mei 2005 werd Doodstil dan ook uitgeroepen tot mooiste plaatsnaam van Nederland. Het dorpje liet bij een internetverkiezing het Zeeuws-Vlaamse Waterlandkerkje, het Overijsselse Muggenbeet en de Brabantse hoofdstad 's-Hertogenbosch achter zich.

## Rijksmonumenten
Doodstil telt een drietal rijksmonumenten. De burgemeestersvilla werd in 1916 door de architect R.B. Sleumer gebouwd voor de burgemeester van de destijds zelfstandige gemeente Kantens. Aan de Barmerweg 12 staat de in 1780 gebouwde monumentale boerderij Nieuw Hoijkingaheerd. De naastgelegen boerderij Barmerheerd was oorspronkelijk een edele heerd, maar de gebouwen dateren van het begin van de jaren zestig. De oude boerderij op Barmerweg 10, de Barmerheerd werd in 1959 door brand verwoest. De huidige gebouwen zijn in 1960 gebouwd op de resten van de afgebrande boerderij. Aan de Doodstilsterweg 3 staat de monumentale boerderij Langenhuis. Deze boerderij was voor 1600 een zogenaamde uithof van het Klooster Juliana van Rottum. Het woonhuis dateert uit 1624.

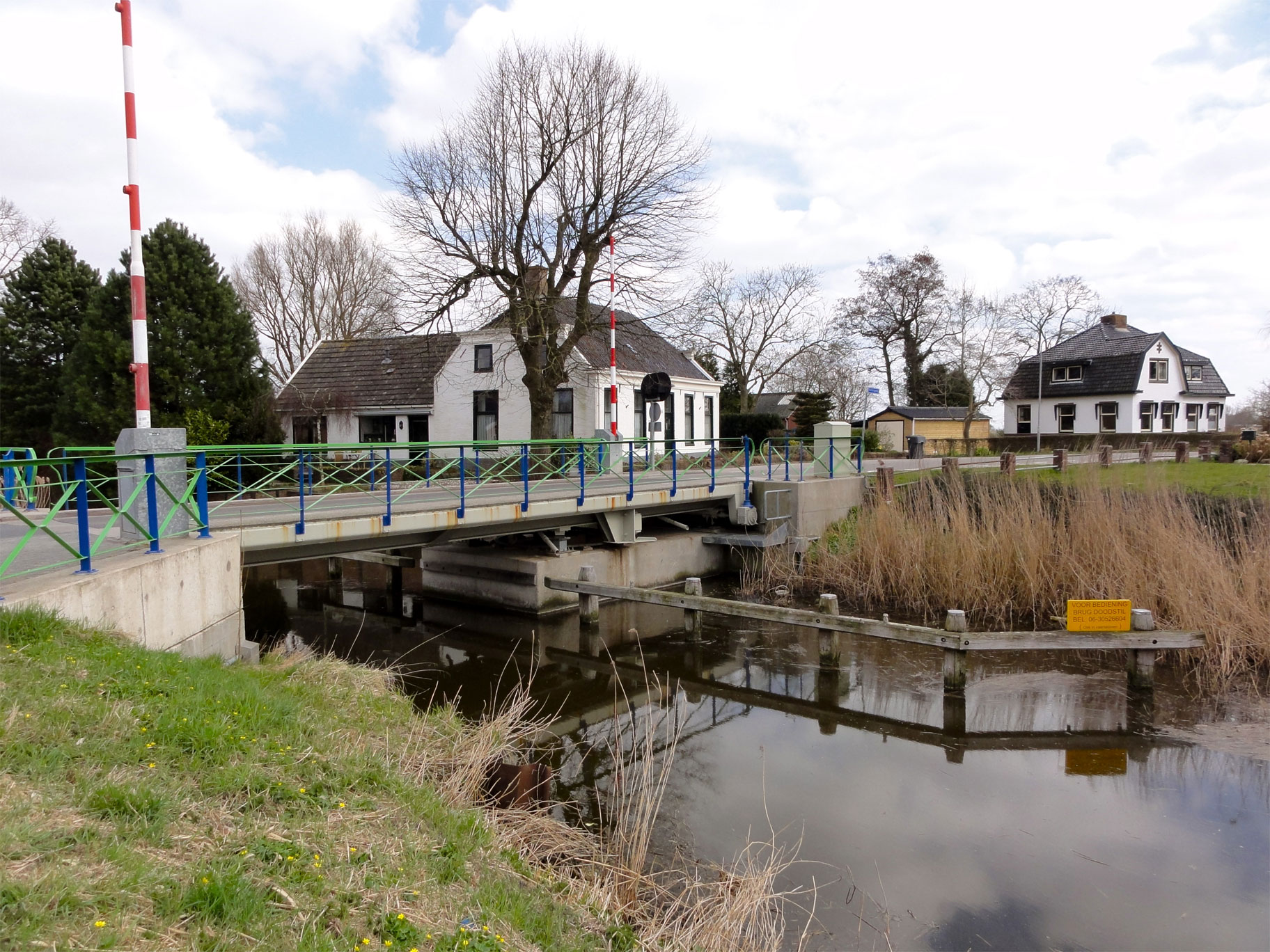
De nieuwe "Doodstil" in Doodstil
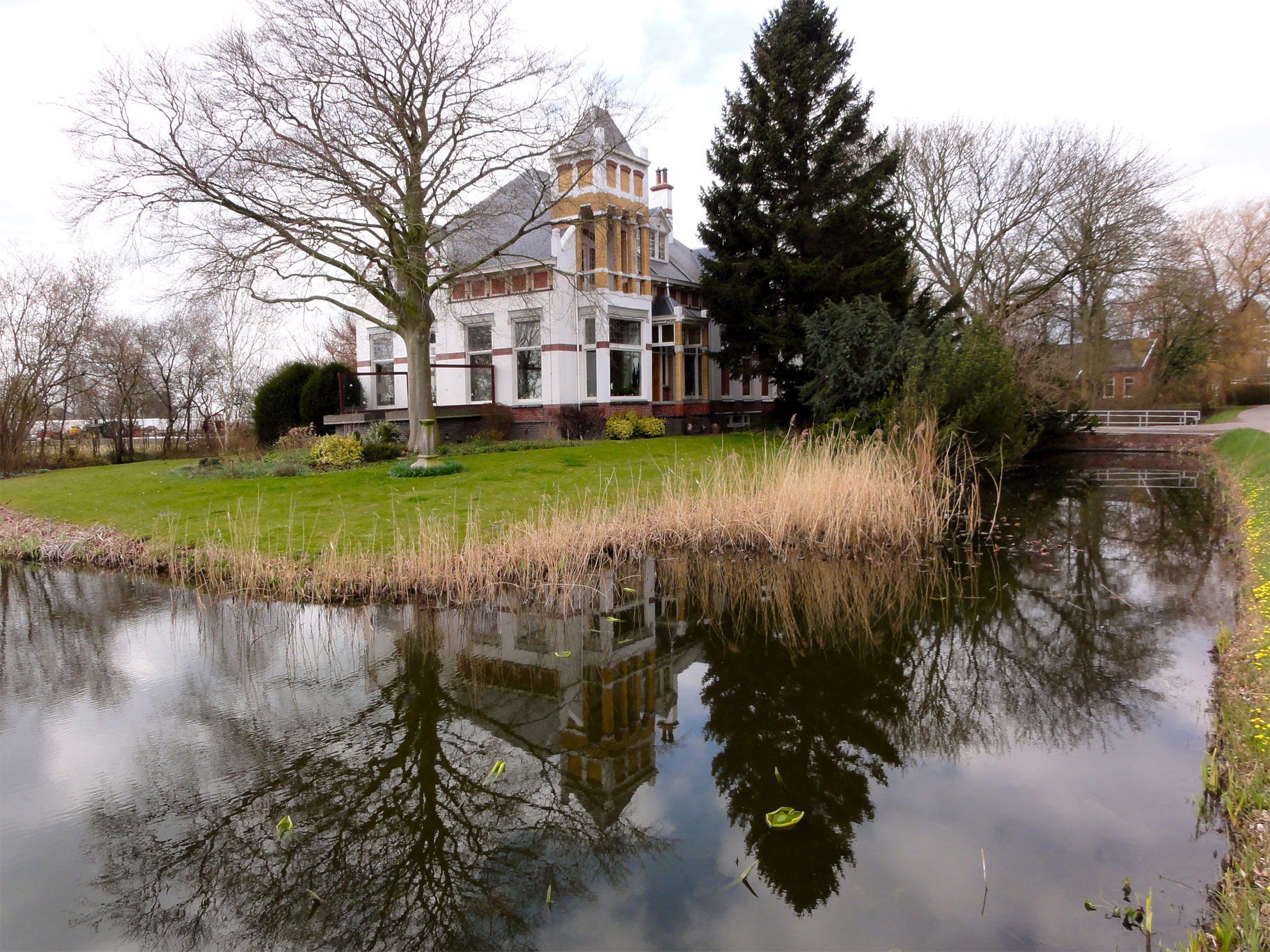
De monumentale villa van de voormalige burgemeester van Kantens
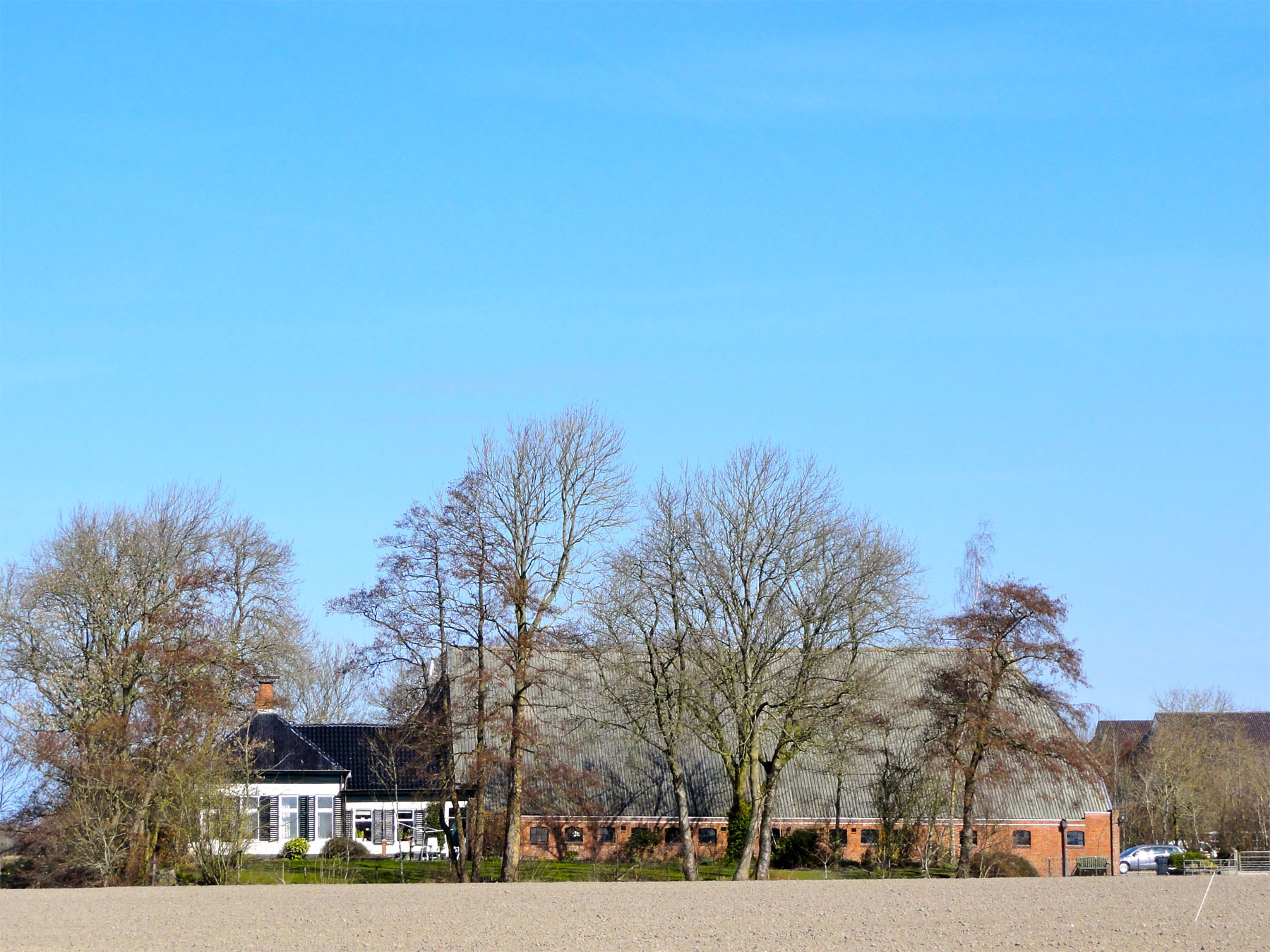
De monumentale boerderij Nieuw Hoijkingaheerd
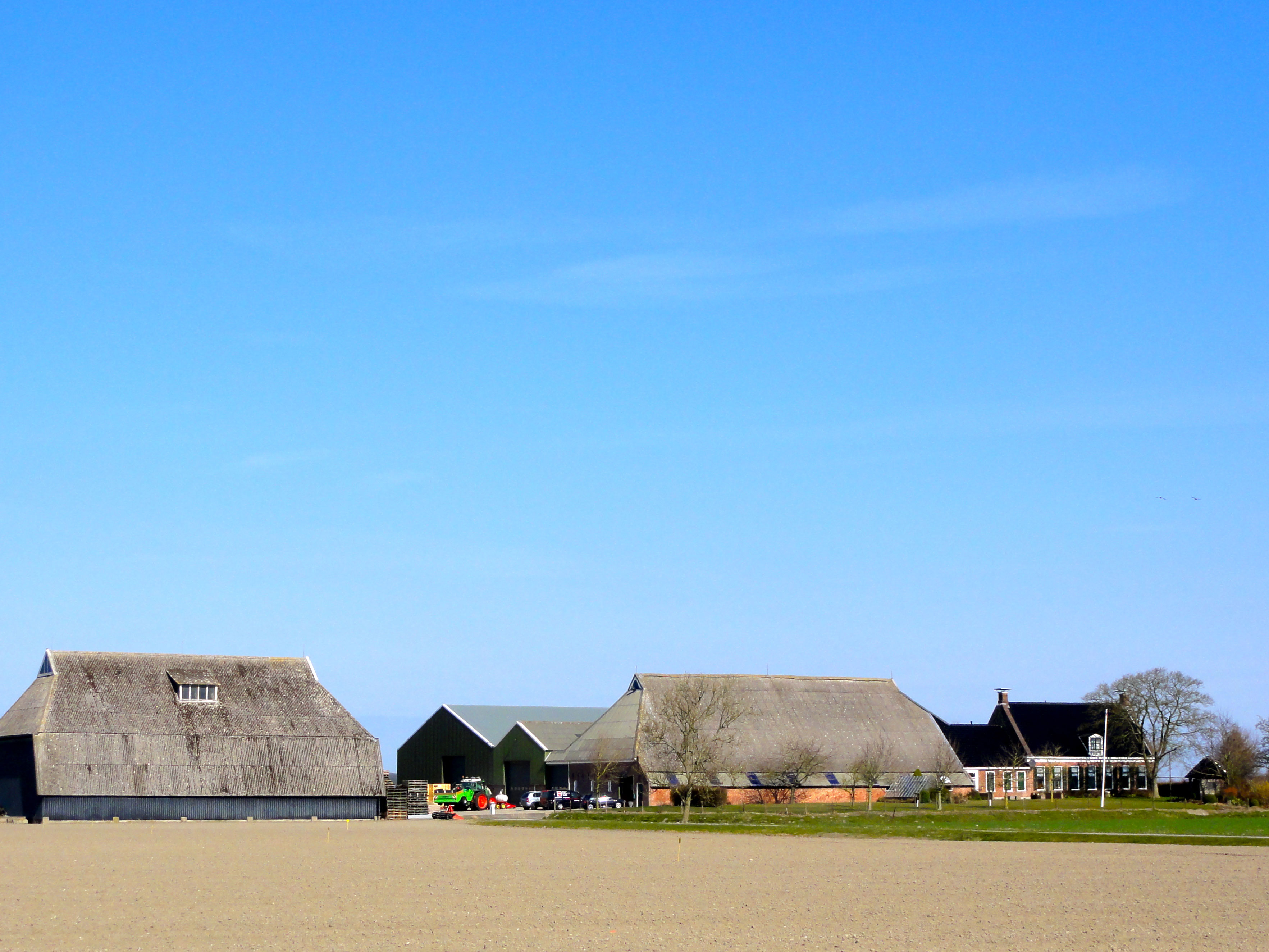
De monumentale boerderij Langenhuis